# Niederdonven
Niederdonven (en luxemburguès: Nidderdonwen) és una vila de la comuna de Flaxweiler, situada al districte de Grevenmacher del cantó de Grevenmacher. Està a uns 20 km de distància de la ciutat de Luxemburg.